# Sędzia śledczy

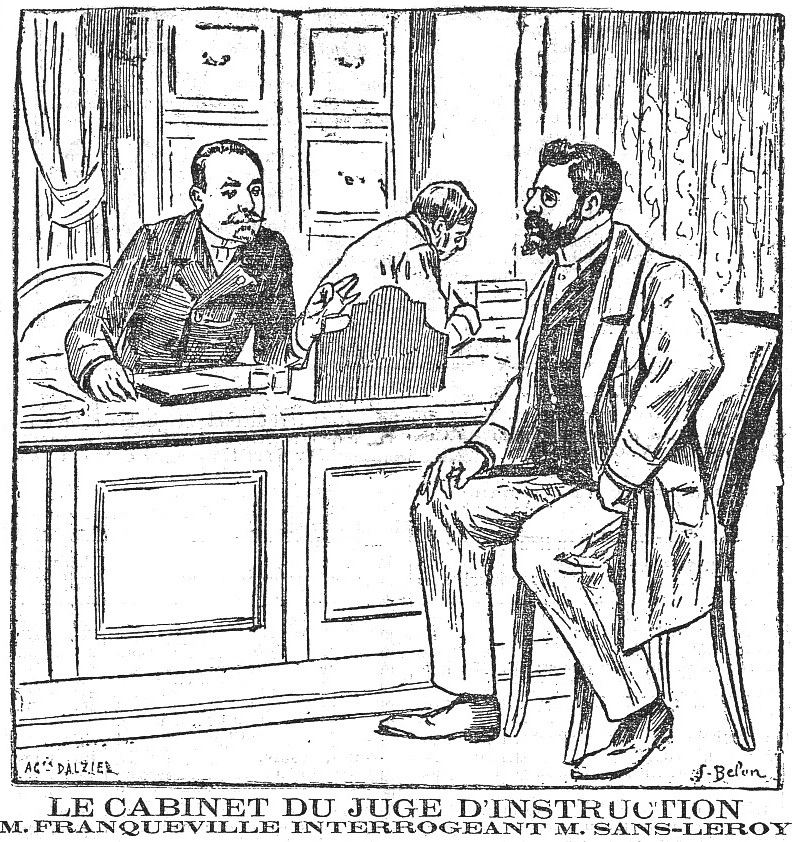
Karykatura z 1892, prezentująca śledczego podczas przesłuchania

Sędzia śledczy – instytucja występująca głównie w inkwizycyjnym systemie prawnym, której zadaniem jest przeprowadzenie postępowania przygotowawczego, a także wydawanie nakazów ścigania, zbieranie dowodów, czy przesłuchiwanie świadków. Funkcja ta pochodzi z systemu prawnego napoleońskiej Francji, gdzie odgrywa znacząca rolę również obecnie.

## Francja

### Historia
Instytucja sędziego śledczego (juges d’instruction) została utworzona na mocy napoleońskiego Code d’instruction criminelle z 1808. Działał on wówczas jako funkcjonariusz policji będący wyspecjalizowanym organem prokuratury, którego zadaniem było prowadzenie najbardziej skomplikowanych śledztw. Po zmianach wprowadzonych przez ustawę z 17 lipca 1856 sędziemu śledczemu nadano zarazem kompetencje śledczego, jak i sędziego. Zostały mu przyznane m.in. prawo do orzekania o tymczasowym aresztowaniu. Pozostał on jednak pod kierownictwem prokuratury. Niezależność oraz nieusuwalność sędziego śledczego została zagwarantowana dopiero przez Kodeks postępowania karnego z 1959.

### Współczesność
Sędziowie śledczy należą do jednego z czterech typów francuskich sędziów (są to, prócz sędziów śledczych, sędziowie sądowi czyli magistrats de siège, prokuratorzy oraz sędziowie polityczni i administracyjni w Ministerstwie Sprawiedliwości). Sędziowie śledczy na wniosek ministra sprawiedliwości są mianowani przez prezydenta Francji, na trzyletnią odnawialną kadencję.
Juges d’instruction wszczynają dochodzenie na polecenie prokuratora lub na wniosek prywatnego obywatela. Sędzia śledczy prowadzi śledztwo zbierając dowody zarówno winy, jak i niewinności podejrzanego. Może wydać orzeczenia o charakterze sądowym, których nie może wydać zwykły śledczy. Do jego kompetencji należą między innymi: wydawanie nakazów przeszukania, zbieranie i utrwalanie niezbędnych dowodów, wzywanie świadków do stawienia się i złożenia zeznań, a także zbieranie dowodów z opinii biegłego. Mogą również autoryzować założenie podsłuchów. Po zakończeniu postępowania przygotowawczego na publicznej sesji sądowej sędzia śledczy wydaje postanowienie o niewszczynaniu postępowania sądowego (non-lieu, fr. „nie ma sprawy”) bądź, gdy dowody są wystarczające, przekazać sprawę do sądu. Decyzje o wniesieniu aktu oskarżenia wydaje samodzielnie, niezależnie od opinii prokuratora. Poważnymi wykroczeniami i drobnymi przestępstwami zajmuje się sąd karny. Natomiast cięższe przestępstwa są przekazywane na wstępne przesłuchanie do Sądu Apelacyjnego. Sąd ten decyduje czy zgadza się z postanowieniem sędziego śledczego, jeśli tak – sprawa trafia do cour d’assises, jedynego sądu we Francji z udziałem ławy przysięgłych, a gdy uważa je za niewystarczające, sprawa upada.
Pomimo tego że proces karny we Francji jest „pod wieloma względami kontynuacją dochodzenia wstępnego”, sędzia śledczy nie bierze udziału w rozprawach. W roku 2000 jedynie około 7% dochodzeń w sprawach karnych we Francji było prowadzonych przez juges d’instruction. Do 2010 r. liczba ta spadła do 4%.

## Anglia i Stany Zjednoczone
W systemie common law, który jest systemem kontradyktoryjnym, funkcjonującym między innymi w Anglii czy w Stanach Zjednoczonych, nie ma takiej instytucji. Jest ona jednak porównywana do roli ławy przysięgłych. Według George’a C.Thomasa, Grand Jury jest skutecznym organem posiadającym funkcje śledczą, ale jego wadą jest brak funkcji kontrolnych, które istnieją we francuskiej formie systemu prawnego.

## Belgia i Holandia
W Belgii sędzia śledczy jest jednocześnie sędzią, ale także funkcjonariuszem policji. W bardziej poważnych i skomplikowanych przypadkach prokurator może oddać sprawę do sędziego śledczego (onderzoeksrechter lub juge d’instruction). Do jego kompetencji należą: przesłuchiwanie świadków, wydawanie nakazów przeszukania i zatrzymania. Ze swoich czynności sporządza sprawozdanie o dochodzeniu, które odsyła do raadkamer – izby sądu, która decyduje, czy odrzucić sprawę, kontynuować dochodzenie lub skierować do innego sądu. Sędziowie śledczy prowadzą 5% spraw w Belgii.
W Holandii urząd sędziego śledczego powstał w 1926 roku. Oprócz roli śledczej sędzia śledczy jest również odpowiedzialny za ustalanie legalności aresztowań i tymczasowych zatrzymań. W szczególnych okolicznościach by założyć podsłuch lub dokonać innych działań śledczych związanych z telekomunikacją prokurator musi uzyskać zgodę sędziego śledczego. W Holandii sędziowie śledczy prowadzą 2% spraw.

## Polska
Instytucja sędziego śledczego na ziemiach polskich pojawiła się niemal jednocześnie w każdym z trzech zaborów, odpowiednio: 1873 roku w zaborze austriackim, w 1876 w rosyjskim i w 1877 w pruskim.
U schyłku lat dwudziestych XX wieku dotychczasową różnorodność przepisów karnych zastąpiono jednolitymi przepisami o sądownictwie i procedurze. W latach 1928–1939 w polskim prawodawstwie instytucja sędziego śledczego dzieliła się na dwie kategorie: sędziów okręgowych oraz sędziów ds. wyjątkowego znaczenia działających przy sądach apelacyjnych. Osoby kandydujące na stanowisko sędziego śledczego musiały spełniać te same wymogi co sędzia orzekający w tym sądzie. Jedną z różnic pomiędzy obiema kategoriami był sposób mianowania, uległo to jednak zmianie po reformie z 1932, po której wprowadzono jednolity tryb mianowania sędziów. Dzięki tej zmianie sędzia śledczy uzyskał gwarancje niezawisłości i nieprzenoszenia do innego sądu.
Głównym zadaniem sędziego śledczego było przede wszystkim prowadzenie śledztwa, wykonywali oni także pewne czynności w trakcie prowadzenia przez prokuratura bądź policję dochodzenia. Na mocy przepisów ustrojowych mogli być także zobligowani do wykonywania funkcji orzeczniczej poprzez powołanie ich do składu sądzącego. Wszczęcie śledztwa następowało na wniosek prokuratora bądź na wniosek poszkodowanego. Do kompetencji sędziego należały między innymi przesłuchiwanie świadków i biegłych, przeprowadzanie oględzin lub rewizji, a także wydawanie zezwoleń stronom i ich pełnomocnikom na przeglądanie akt.
Według założeń projektu zmiany procedury karnej z 1926 sędzia śledczy miał być niezależnym od stron procesowych, jednakże na podstawie Kodeksu postępowania karnego z 1928, a także późniejszych reform jego samodzielność została w znacznym stopniu ograniczona przez wnioski prokuratora m.in. o uchylenie bądź złagodzenie środka zapobiegawczego, ograniczenie swoich czynności do określonych przez prokuratora, a także obligatoryjne zakończenie śledztwa przez sędziego w momencie, gdy żądał tego prokurator. Doprowadzało to do marginalizacji instytucji, mającej być gwarantem praw jednostki w procesie karnym.
Na podstawie art. 39 § 1 lit. f Kodeksu postępowania karnego sędzia był z mocy ustawy wyłączony od wyrokowania w sprawie, w której prowadził śledztwo.
Po zakończeniu II wojny światowej (1945) w polskim sądownictwie dokonano zmian, które miały na celu wzmocnienie pozycji prokuratury, milicji i Służby Bezpieczeństwa w postępowaniu przygotowawczym oraz usunięcie z niego czynnika sądowego, podobnie jak miało to miejsce w systemie radzieckim. Reformę tę poprzedziły postulaty zniesienia stanowiska sędziego śledczego. Jego rolę miały w pełni przejąć prokuratury, albo organy bezpieczeństwa publicznego działające pod nadzorem prokuratora. Do ostatecznego zniesienia instytucji sędziego śledczego doszło w 1949 w ramach zmian procedury karnej. 

## Inne państwa
Sędziowie śledczy (juez de instrucción) w Hiszpanii zajmują się badaniem „wszystkich rodzajów spraw karnych popełnionych w jego okręgu, z wyjątkiem przypadków, które podlegają jurysdykcji sądu krajowego lub w przypadku, gdy inny sąd ma jurysdykcję ratione personae”. Ponadto „sędziowie śledczy są kompetentni w sprawach dotyczących drobnych przestępstw”. Instytucja sędziego śledczego istniała również w Szwajcarii, Niemczech, Portugalii i Włoszech, jednakże państwa te zniosły ją.